# Franz Hummel
Pour les articles homonymes, voir Hummel.
Franz Hummel (né le 2 janvier 1939 à Schwabmünchen et mort le 20 août 2022 à Ratisbonne) est un compositeur et pianiste allemand.

## Biographie

### Enfance et carrière pianistique
Franz Hummel est le fils de l’artiste Lore Hummel. Dès son enfance, il s’intéresse à la musique et, en particulier, aux œuvres de Richard Strauss dirigées par Hans Knappertsbusch.
À Munich puis à Salzbourg, il étudie à la fois la composition et le piano. Devenu un pianiste virtuose, il voyage à travers l'Europe et réalise une soixantaine d’enregistrements, couvrant une grande partie du répertoire classique, romantique et contemporain du piano.
Dans les années 1970, il interrompt sa carrière de pianiste pour se consacrer à la composition. Il produit ainsi des opéras, symphonies, ballets et concertos, ainsi que des œuvres de musique de chambre, créées dans les plus grandes salles de concert d'Europe.

### Ludwig II, à la recherche du Paradis
Sa comédie musicale Ludwig II, Sehnsucht nach dem Paradies, basée sur la vie du roi Louis II de Bavière, a été créée au Festspielhaus Neuschwanstein de Füssen. Un enregistrement en a été réalisé sur CD en 2000. Il a commencé à travailler sur une suite de Ludwig II, centrée autour de Richard Wagner, prévue pour être créée en 2009 à l’opéra de Dresde.
En 2001, Hummel effectue de nouvelles tournées en tant que pianiste. Il a donné un concert avec la violoniste russe Liane Issakadse et le célèbre clarinettiste Giora Feidman au Carnegie Hall de New York.
Un nouvel opéra, intitulé Der Richter und sein Henker (le juge et son bourreau) et basé sur le roman du même nom de Friedrich Dürrenmatt, est également achevé en novembre 2008, et présenté en première mondiale à l'Opéra d’Erfurt.
Pour promouvoir Linz comme capitale européenne de la culture pour 2009, il a été chargé d'écrire un opéra sur Joseph Fouché qui avait été exilé à Linz.

## Œuvres
- Ubu roi, opéra en 11 scènes, livret de Roland Lillie d’après Ubu roi  d’Alfred Jarry, créé le 11 mars 1984 à Salzbourg,
- Barbe-Bleue, opéra de chambre, livret de Susan Oswell, créé le 13 octobre 1984 à Francfort,
- Lucifer, opéra sur un livret de Christian Martin Fuchs, créé en 1987 à Ulm,
- Gorbatchev, opéra de chambre, livret de Thomas Grains autour de la figure de Mikhail Gorbatchev,
- Les Administrateurs, opéra de chambre,
- Le Beau Danube bleu, opéra de chambre, livret d’Elisabeth Gutjahr, créé en 1994 à Klagenfurt,
- Gesualdo, opéra en 2 actes, livret d’Elisabeth Gutjahr autour de la figure du prince meurtrier et compositeur Carlo Gesualdo, créé le 14 janvier 1996 à Kaiserslautern,
- Beuys, opéra, livret d’Elisabeth Gutjahr autour de la figure du peintre Joseph Beuys, créé en coproduction à Vienne et Düsseldorf en 1998,
- Ludwig II – Longing for Paradise, livret de Stephan Barbarino, créé en 2000,
- Styx, adagio scénique (opéra en 4 scènes) d’après Haendel et le mythe d’Orphée, livret d’Elisabeth Gutjahr, créé le 23 février 2001 à Karlsruhe(Festival Haendel),
- Le Seigneur des Anneaux, drame musical romantique, livret de Susan Oswell, créé en 2006,
- Le Péché originel, Folk musical créé en 2006,
- Le Juge et son bourreau, opéra en un prologue et 12 scènes, livret de Sandra Hummel (d’après le roman de Friedrich Dürrenmatt), créé le 8 novembre 2008 à Erfurt,
- Joseph Fouché, Théâtre de l'Opéra, livret de Sandra Hummel, créé le 9 janvier 2009 à Linz (dans le contexte de Linz 2009 – Capitale européenne de la Culture)
- Zarathoustra, opéra en 12 scènes, livret de Sandra Hummel, créé le 24 avril 2010 à Ratisbonne,
- Witches 1x1, Opéra pour enfants, livret d’Ursula Galli, créé le 19 mars 2011 à Augsbourg.